# Ревенчук, Виктор Иванович
Виктор Иванович Ревенчук — советский хозяйственный и государственный деятель, лауреат Государственной премии СССР за выдающиеся достижения в труде.

## Биография
Родился в 1946 году в селе Садки. Член КПСС.
В 1963—1972 — токарь, в 1972—2006 — бригадир токарей Нежинского завода сельскохозяйственного машиностроения имени 60-летия Великой Октябрьской социалистической революции производственного объединения «Нежинптицемаш».
За большой личный вклад в повышение эффективности машиностроительного производства был в составе коллектива удостоен Государственной премии СССР за выдающиеся достижения в труде 1983 года.
Делегат XIX конференции КПСС.
Жил в Черниговской области.

## Награды
- Орден Ленина (1986)
- Орден Знак Почёта (1976)